# 삽시도

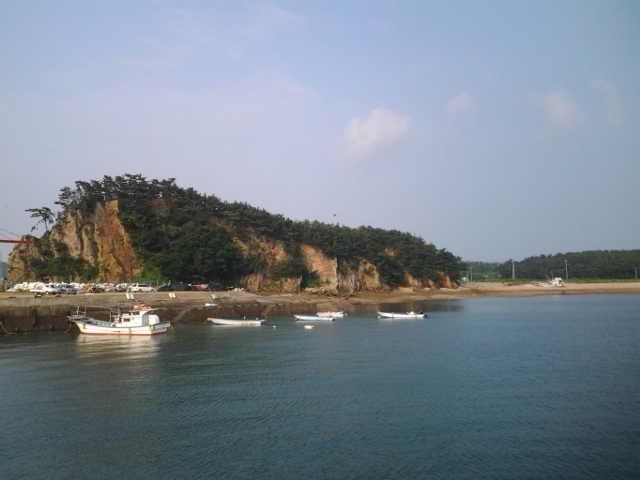
삽시도 전경

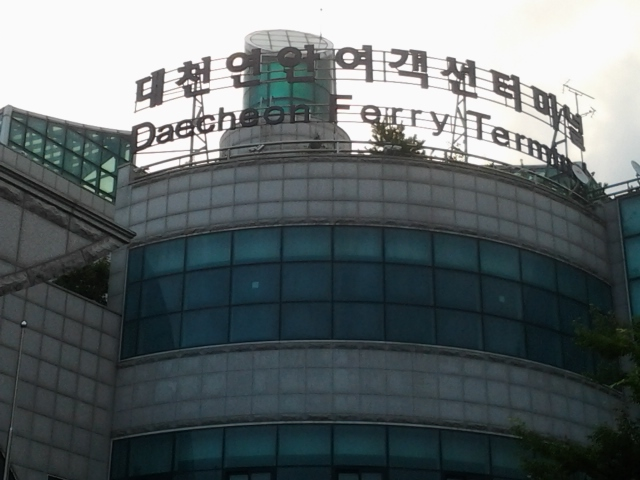
대천연안여객선터미널

삽시도(揷矢島)는 충청남도 보령시 오천면에 속하는 섬이다.면적은 3.8km2의 비교적 큰 섬으로 200여 가구에 500여 명의 주민이 대부분 어업에 종사하고 있으나 농경지도 많다. 

## 교통
삽시도로 가기 위해서는 대천연안여객선터미널에서 신한고속훼리호를 이용하여 가는 것이 일반적이다. 신한고속훼리호는 카페리로 자동차를 도선할 수 있다. 삽시도 내에서는 별다른 교통수단이 없으나 섬 자체가 작아 걸어다니기 편리하다. 주요 항구는 삽시도항이다. 또한 황도 등 일부 도서 지역으로 가는 여객선은 정기적으로 운항하지 않으며, 비정기적으로 다니는 고깃배, 낚싯배, 행정선 등으로 이동해야 한다.

## 유래
북쪽을 정점으로 하는 화살촉과 같은 모양을 하고 있어 삽시도라 불린다. 서쪽에 비교적 높은 산지가 있고 나머지는 낮은 구릉성산지이다. 해식에 의한 황해안의 토사가 남해안과 동해안에 퇴적되어 비교적 넓은 사빈과 경지를 형성하고 있다.

## 관광지
삽시도 내에는 거들너머 해수욕장과 진너머 해수욕장이 있으며, 삽시도 3경으로 삽시도 트레킹 코스가 있으면서 먼삽지, 황금곰솔, 물망터가 있다.

## 교육
삽시도 초등학교와 삽시도 초등학교에 설치한 병설유치원이 존재하며, 그 외의 다른 유치원이나 중학교, 고등학교 등의 교육시설은 존재하지 않는다. 중학교나 고등학교는 어쩔 수 없이 카페리를 이용하여 보령시 육지 쪽으로 나가야 한다. 다만, 대학교의 경우는 대천항에서 충남과 대전, 인천, 서울, 경기도, 전북특별자치도 등 다른 지역까지 육로로 이동해야 한다.